# Vampires (série de televisão)
Vampires (no Brasil, Vampiros) é uma série de televisão francesa de drama sobrenatural de 2020 criada por Benjamin Dupas e Isaure Pisani-Ferry e estrelada por Oulaya Amamra, Suzanne Clément, Aliocha Schneider, Kate Moran, Mounir Amamra e Juliette Cardinski. A trama gira em torno de Doina, uma garota vampira que suprime suas tendências vampíricas tomando pílulas, e que vive com sua mãe, Martha.
Foi lançada em 20 de março de 2020 na Netflix.

## Premissa
A trama gira em torno de Doina (Oulaya Amamra), uma garota metade humana e metade vampira que suprime suas tendências de vampiro tomando pílulas e que vive com sua mãe, Martha (Suzanne Clément). A jovem parisiense tenta lidar com seus novos poderes, enfrenta uma crise familiar e foge de uma comunidade secreta de vampiros.

## Elenco
| Ator/Atriz         | Personagem      | Temporada  |
| Ator/Atriz         | Personagem      | 1ª         |
| Principal          | Principal       | Principal  |
| ------------------ | --------------- | ---------- |
| Oulaya Amamra      | Doina Radescu   | Principal  |
| Suzanne Clément    | Martha Radescu  | Principal  |
| Mounir Amamra      | Andrea Radescu  | Principal  |
| Juliette Cardinski | Irina Radescu   | Principal  |
| Pierre Lottin      | Rad Radescu     | Principal  |
| Recorrente         |                 |            |
| Aliocha Schneider  | Ladislas Nemeth | Recorrente |
| Kate Moran         | Csilla Nemeth   | Recorrente |
| Dylan Robert       | Nacer           | Recorrente |
| Antonia Buresi     | Elise           | Recorrente |
| Bilel Chegrani     | Moji            | Recorrente |
| Ayumi Roux         | Clarisse        | Recorrente |

## Produção

### Desenvolvimento
Através de um tweet publicado em 13 de novembro de 2019, foi dito que a Netflix iria anunciar o lançamento de uma série intitulada Vampires, cujos personagens principais são interpretados por Suzanne Clément e Oulaya Amamra.

### Seleção de elenco
Em 13 de novembro de 2019, foi anunciado por meio de um tweet que Suzanne Clément e Oulaya Amamra se juntariam ao elenco da série.

## Lançamento
A série foi lançada em 20 de março de 2020 na Netflix.